# Ordabaszi Simkent FK
Az Ordabaszi (kazahul: Ордабасы Шымкент Футбол Клубы, magyar átírásban: Ordabaszi Simkent Futbol Klubi) egy kazah labdarúgócsapat Simkent városából. Jelenleg a kazah labdarúgó-bajnokság élvonalában szerepel.

## Korábbi nevek
Zsiger
- 1949–1960: Gyinamo Simkent
- 1960–1961: Jenbek
- 1961–1981: Metallurg Simkent
- 1981–1992: Meliorator

1992 júniusától az egyesítésig a Zsiger nevet viselte.
Tomirisz
- 1998–1999: Tomirisz
- 1999–2000: Szintez

2000-ben az egyesítésig a Tomirisz nevet viselte.
Ordabaszi
2000 júliusában alapították a Zsiger és a Tomirisz egyesítésével, Dosztik néven. 2003 óta szerepel Ordabaszi néven.

## Története
A klubot 2000 júliusában alapították a Tomirisz és a Zsiger csapatainak egyesítésével, az Ordabaszi mindkét klubnak hivatalos jogutódja lett.

## Külső hivatkozások
- Hivatalos honlap (oroszul)